# Edward Lechowicz

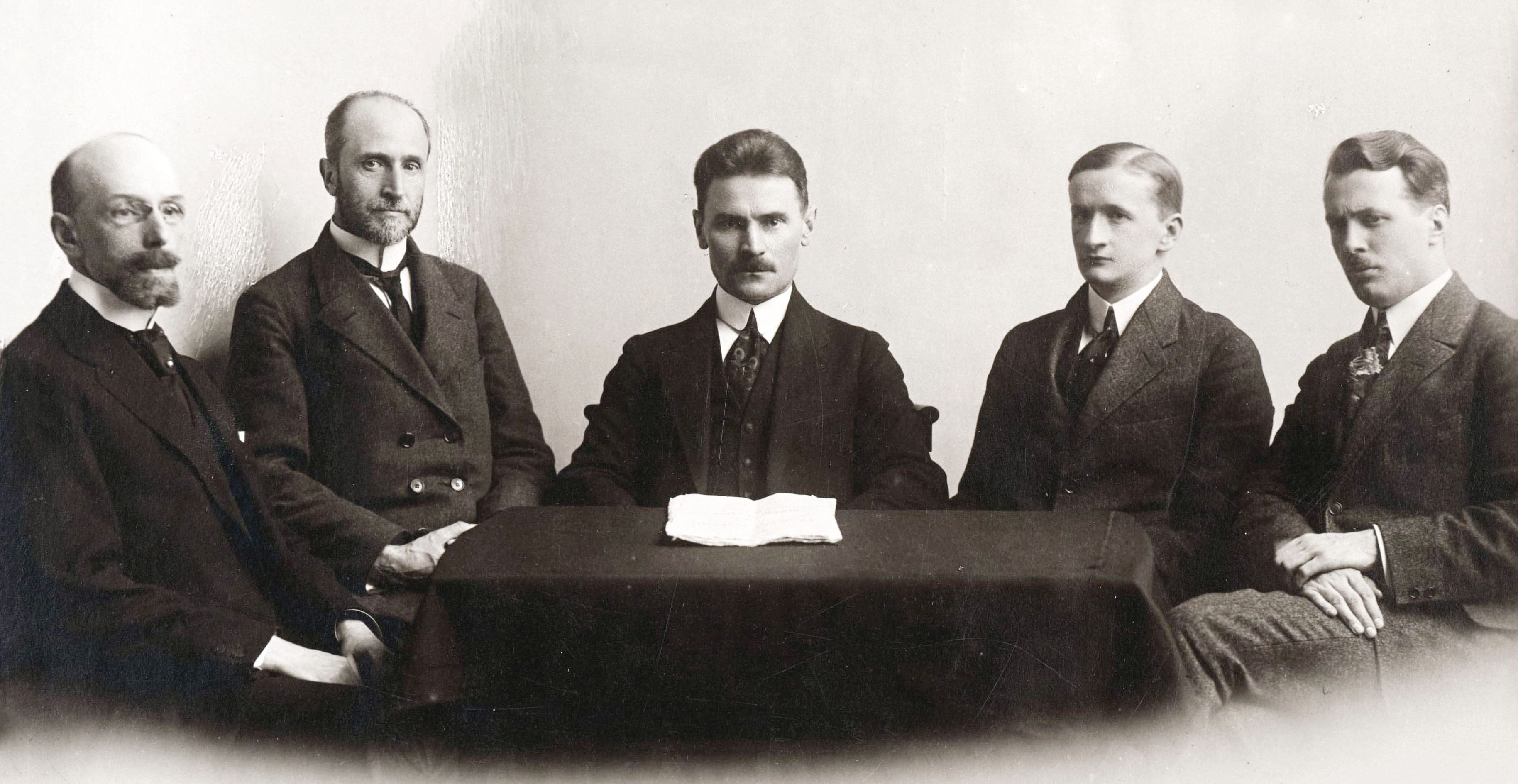
Delegaci Polski na rokowania pokojowe w Rydze 1921. Od lewej: Edward Lechowicz, Leon Wasilewski, Jan Dąbski, Henryk Strasburger, Stanisław Kauzik

Edward Lechowicz (ur. 7 października 1858, zm. 7 października 1938) – polski prawnik, urzędnik w II RP.

## Życiorys
Ukończył studia prawnicze. Po odzyskaniu przez Polskę niepodległości został urzędnikiem w służbie państwowej. Objął funkcję prawnika w Prezydium Rady Ministrów. W tej funkcji brał udział w rokowaniach polsko-sowieckich po wojnie polsko-bolszewickiej, a 18 marca 1921 był jednym z przedstawicieli RP, którzy podpisali traktat ryski. Pełnił funkcję dyrektora departamentu legislatywnego oraz Prezesa Najwyższej Komisji Dyscyplinarnej w Prezydium Rady Ministrów.
Pochowany na cmentarzu Powązkowskim w Warszawie (kwatera 23-6-24,25).

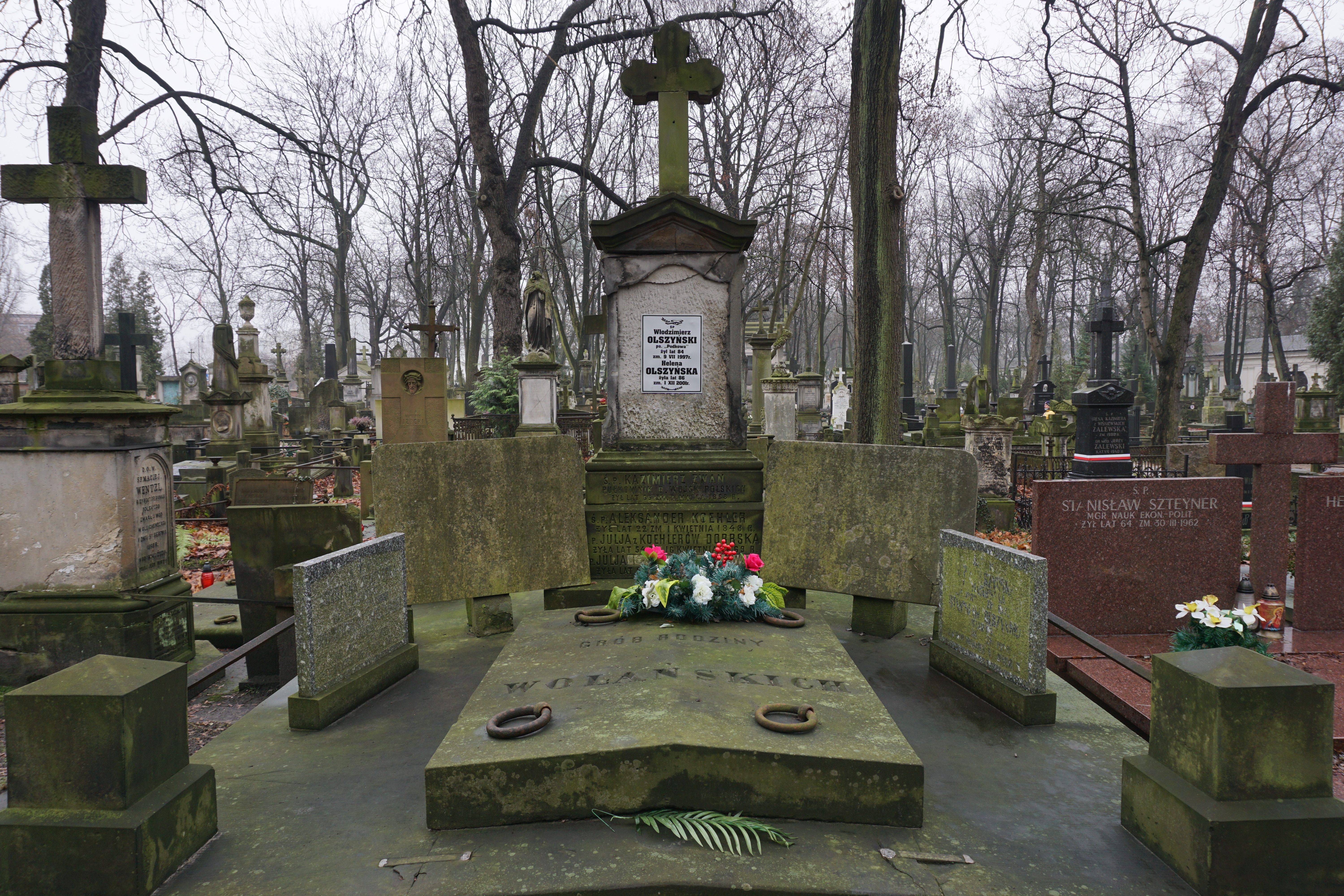
Grób Kazimierza Żwana i Edwarda Lechowicza na cmentarzu Powązkowskim

## Ordery i odznaczenia
- Krzyż Komandorski z Gwiazdą Orderu Odrodzenia Polski (10 listopada 1928)[5]
- Krzyż Komandorski Orderu Odrodzenia Polski (2 maja 1922)[6][7]
- Złoty Krzyż Zasługi (9 listopada 1932)[8]